# Neuenkirchen, Steinfurt
Neuenkirchen là một đô thị ở huyện Steinfurt, trong Nordrhein-Westfalen, Đức. Đô thị này tọa lạc khoảng 7 km về phía tây nam của Rheine và 35 km về phía tây bắc của Münster.